# Saison 1946-1947 du Stade Olympique Montpelliérain
Maillots
Chronologie
Saison précédente Saison suivante
La saison 1946-1947 du SO Montpelliérain a vu le club évoluer en Division 1 pour la première fois après la fin de la Seconde Guerre mondiale et une saison passée en Division 2.
Le club héraultais va connaître une saison moyenne, pour terminer à la 16e place du championnat.
En Coupe de France, les somistes vont chuter dès les trente-deuxièmes de finale, contre l'AS Cannes-Grasse.

## Joueurs et staff

### Transferts
| Été 1946       |             |                     |                        |            |
| Nom            | Nationalité | Transfert           | Provenance/Destination | Division   |
| Arrivées       |             |                     |                        |            |
| Hippolyte Brun | France      | Premier contrat pro |                        |            |
| Jean Miramond  | France      | Transfert           | FC Sète                | Division 1 |
| Départs        |             |                     |                        |            |

| Changement d'entraineur (1er juillet 1948) |             |              |                        |                   |
| Nom                                        | Nationalité | Transfert    | Provenance/Destination | Division          |
| Arrivées                                   |             |              |                        |                   |
| Georges Kramer                             | Suisse      | Transfert    | FC Martigues           | Division inconnue |
| Départs                                    |             |              |                        |                   |
| Gabriel Bénézech                           | France      | Licenciement |                        |                   |

## Rencontres de la saison

### Division 1
| Tour       | Adversaire             | Lieu | Résultat |
| Journée 1  | AS Saint-Étienne       | Dom. | 3-1      |
| Journée 2  | Racing Club de Paris   | Ext. | 3-2      |
| Journée 3  | Girondins de Bordeaux  | Dom. | 0-0      |
| Journée 4  | FC Sète                | Ext. | 0-1      |
| Journée 5  | RC Strasbourg          | Dom. | 0-1      |
| Journée 6  | CS Metz                | Dom. | 3-0      |
| Journée 7  | Le Havre AC            | Ext. | 0-2      |
| Journée 8  | Red Star               | Ext. | 1-1      |
| Journée 9  | Stade de Reims         | Ext. | 0-4      |
| Journée 10 | FC Rouen               | Dom. | 3-0      |
| Journée 11 | Toulouse FC            | Ext. | 1-2      |
| Journée 12 | Lille OSC              | Dom. | 0-1      |
| Journée 13 | RC Lens                | Dom. | 2-1      |
| Journée 14 | Stade français         | Dom. | 1-3      |
| Journée 15 | CO Roubaix-Tourcoing   | Ext. | 1-2      |
| Journée 16 | Stade rennais UC       | Ext. | 1-2      |
| Journée 17 | FC Nancy               | Dom. | 4-1      |
| Journée 18 | AS Cannes              | Dom. | 0-1      |
| Journée 19 | Olympique de Marseille | Ext. | 1-2      |
| Journée 20 | Stade rennais UC       | Dom. | 1-0      |
| Journée 21 | CO Roubaix-Tourcoing   | Dom. | 2-2      |
| Journée 22 | Stade français         | Ext. | 2-6      |
| Journée 23 | AS Saint-Étienne       | Ext. | 0-3      |
| Journée 24 | FC Nancy               | Ext. | 1-3      |
| Journée 25 | Racing Club de Paris   | Dom. | 0-1      |
| Journée 26 | Olympique de Marseille | Dom. | 3-1      |
| Journée 27 | Girondins de Bordeaux  | Ext. | 0-4      |
| Journée 28 | AS Cannes              | Ext. | 2-2      |
| Journée 29 | Le Havre AC            | Dom. | 2-0      |
| Journée 30 | FC Sète                | Dom. | 3-2      |
| Journée 31 | RC Strasbourg          | Ext. | 1-2      |
| Journée 32 | CS Metz                | Ext. | 2-7      |
| Journée 33 | Red Star               | Dom. | 4-4      |
| Journée 34 | Stade de Reims         | Dom. | 2-0      |
| Journée 35 | Lille OSC              | Ext. | 3-5      |
| Journée 36 | RC Lens                | Ext. | 2-1      |
| Journée 37 | Toulouse FC            | Dom. | 3-1      |
| Journée 38 | FC Rouen               | Ext. | 2-0      |

### Coupe de France
| Tour            | Adversaire                    | Lieu      | Résultat |
| 6e tour         | US Revel (Division d'Honneur) | Ext.      | 6-1      |
| 1/32e de finale | AS Cannes (Division 1)        | Marseille | 3-0      |

## Statistiques

### Statistiques collectives
| Compétition     | Débute au tour | Place ou tour final | Matches joués | Gagnés | Nuls | Perdus | Buts pour | Buts contre | Différence |
| Division 1      | -              | 15e                 | 38            | 14     | 5    | 19     | 59        | 71          | -12        |
| Coupe de France | 6e tour        | 1/16e de finale     | 2             | 1      | 0    | 1      | 6         | 4           | +2         |
| Total           | -              | -                   | 40            | 15     | 5    | 20     | 65        | 75          | -10        |